# Gmina Zagrodno
Gmina Złotoryja je polská vesnická gmina v okrese Złotoryja v Dolnoslezském vojvodství. Sídlem gminy je obec Zagrodno. V roce 2020 zde žilo 5 206 obyvatel.
Gmina má rozlohu 122,3 km² a zabírá 21,2 % rozlohy okresu. Skládá se z 10 starostenství.

## Části gminy
Starostenství
Brochocin, Grodziec, Jadwisin, Łukaszów, Modlikowice, Olszanica, Radziechów, Uniejowice, Wojciechów, Zagrodno